# Arrondissement del dipartimento dell'Oise
Gli arrondissement del dipartimento dell'Oise, nella regione francese dell'Alta Francia, sono quattro: Beauvais (capoluogo Beauvais), Clermont (Clermont), Compiègne (Compiègne) e Senlis (Senlis).

Mappa degli arrondissement e dei capoluoghi del dipartimento dell'Oise:
Arrondissement di Beauvais
Arrondissement di Clermont
Arrondissement di Compiègne
Arrondissement di Senlis

     Arrondissement di Beauvais
     Arrondissement di Clermont
     Arrondissement di Compiègne
     Arrondissement di Senlis

## Composizione
| Nome                        | Codice INSEE | N° di comuni | Superficie km2 | Popolazione | Densità (abitanti/km2) |
| --------------------------- | ------------ | ------------ | -------------- | ----------- | ---------------------- |
| Arrondissement di Beauvais  | 601          | 245          | 2 099,9        | 230 519     | 110                    |
| Arrondissement di Clermont  | 602          | 146          | 1 141,7        | 130 298     | 114                    |
| Arrondissement di Compiègne | 603          | 156          | 1 274,5        | 182 819     | 143                    |
| Arrondissement di Senlis    | 604          | 132          | 1 344,2        | 283 517     | 211                    |
| Dipartimento dell'Oise      | 60           | 679          | 5 860,3        | 827 153     | 141                    |

## Storia
- 1790: istituzione del dipartimento dell'Oise con nove distretti: Beauvais, Breteuil, Chaumont, Clermont, Compiègne, Crépy, Grandvilliers, Noyon, Senlis.
- 1800 : istituzione degli arrondissement di: Beauvais, Clermont, Compiègne, Senlis.
- 1926 : soppressione dell'arrondissement di Clermont.[6][7]
- 1942 : ripristino dell'arrondissement di Clermont.